# Зеничка резолуција
Зеничка резолуција је била једна од Муслиманских резолуција коју је 26. маја 1942. године потписала група од 27 угледних муслимана из Зенице и у којој се констатује тежак положај Рома исламске вероисповести из Босне и Херцеговине које власти НДХ упућују у логоре, и захтева се од верских власти да утичу на власти НДХ да поштују сопствену уредбу која тзв. беле Цигане муслимане дефинише аријевцима изузетим од депортовања у логоре, да се пусте из логора и врате они који су одведени и да се казне власти и органи који су прекршили одредбу Министарства унутрашњих послова и вршили депортовање у логоре тзв. белих Цигана муслимана.

## Позадина
Током Другог светског рата је територија Босне и Херцеговине припала државној творевини Независној Држави Хрватској чије је формирање, уз подршку Трећег рајха, прогласио Славко Кватерник 10. априла 1941. године

. У Независној Држави Хрватској је убрзо по њеном оснивању започет геноцид над Србима, Јеврејима и Ромима. У циљу спровођења политике геноцида је створен велики број концентрационих логора. Муслимани из Босне и Херцеговине су преко својих верских организација почетак геноцида над Ромима исламске вероисповести у Босни и Херцеговини доживели као напад на ислам и на све муслимане.